# Aldești (okręg Arad)
Aldești – wieś w Rumunii, w okręgu Arad, w gminie Bârsa. W 2011 roku liczyła 491 mieszkańców. 